# Норри, Йоосе
Йоосе Норри (фин. Joose Norri; род. 20 июня 1971, Хамина) — финский шахматист, международный мастер (1996).
Пятикратный чемпион Финляндии (1991, 1994—1996, 2001). В составе сборной Финляндии участник 4-х Олимпиад (1992—1996, 2010) и 4-х командных чемпионатов Европы (1989—1997, 2001).

## Изменения рейтинга
| Графики недоступны из-за технических проблем. См. информацию на Фабрикаторе и на mediawiki.org. |